# Santa Poesia
Santa Poesia è un'opera lirica di Domenico Cortopassi su libretto di Augusto Novelli e Giovacchino Forzano la cui prima esecuzione avvenne nel 1909 al Teatro Politeama Duca di Genova della Spezia.

## Trama
La vicenda si svolge a Milano, durante le Cinque giornate del 1848.

### Atto I
Il primo atto, Fremiti, si apre in un caffè popolare nei pressi della chiesa di San Pietro in Gessate, vicino a Porta Tosa (ribattezzata nel 1861 Porta Vittoria). Siamo agli ultimi giorni del febbraio 1848. Renzo gioca a biliardo con alcuni studenti in una stanza attigua; ad un tavolo alcuni operai leggono poesie manoscritte contro la dominazione austriaca; in disparte, fingendo di sonnecchiare, sta la spia Targotti. Nessuno fuma: dall'inizio dell'anno i milanesi hanno iniziato a non fare più uso del tabacco (monopolio del governo) per protesta. Due guardie austriache passano a controllare il locale, dove tutti dissimulano alla meglio le proprie intenzioni ribelli, e riconoscono con compiacimento la spia. Sopraggiungono poi alcune sartine che, scherzando con gli avventori, fanno dono ad ognuno di una coccarda tricolore e se ne vanno, seguite dagli operai e dagli studenti. Restano solo Renzo, Carlo, il caffettiere Antonio e Targotti, il quale vorrebbe seguire il gruppo appena uscito, ma sentendosi osservato dai tre desiste e fa per accendersi un sigaro. Alla sdegnosa reazione dei tre, paga la consumazione e si dilegua. Renzo e Carlo si appartano nella sala del biliardo per discutere di un affare segreto. mentre Antonio si ritira in cucina a preparare il caffè per gli amici.
Subito dopo, le campane e l'organo della chiesa annunziano la fine del Rosario. Nel caffè entra la giovane Marcella, che si supisce di trovare la sala vuota, senza il padre ad attenderla. Nota tuttavia di essere stata seguita da Piero, che presto arriva: i due si sono già visti nei giorni passati, ed intrecciano un duetto d'amore. L'idillio viene interrotto da Renzo e Carlo che riconosciuto il compagno, lo invitano ad unirsi a loro, mentre Marcella se ne va.
Subito la segreta discussione riprende. Piero riferisce che si stanno ammassando vecchie armi nelle case dei milanesi, e presto ne arriveranno altre da nascondere nel caffè: Antonio mostra ai compagni la cantina del locale, la quale è anche provvista di una via di fuga per le emergenze. Dall'esterno si leva una canzone:
Sotto la neve

Milano è bianca,

è così pallida

che sembra stanca.
È il segnale dell'arrivo delle armi: a portarle è un ragazzino, Stefanin, che viene fatto furtivamente entrare.
Si sente nuovamente bussare alla porta: è Marcella, che li implora di fuggire, in quanto una pattuglia armata sta per sopraggiungere a sorprenderli. Non poco stupiti di come la giovane faccia a sapere dell'agguato, i cinque si dileguano appena in tempo passando dalla cantina, mentre la porta viene sfondata dalle guardie, comandate da Targotti. La spia non può trattenersi dallo stupore: è infatti lui il padre di Marcella, la quale gli confessa che tra gli uomini che cercano ve n'è uno che ama. Mentre le guardie frugano il caffè in ogni angolo, risuona lontano dalla strada la canzone di Stefanin, ripresa da Piero, Renzo e Carlo. Marcella comprende che i cinque si sono salvati.

## Rappresentazioni
Venne successivamente rappresentata nel 1910 al Teatro Carlo Goldoni di Livorno, nel 1912 al Teatro del Giglio di Lucca, nel 1913 nuovamente al Teatro Politeama Duca di Genova della Spezia e nel 1932 al Teatro Carcano di Milano; infine nel 1957 al Teatro Astra della Spezia. 
L'opera, di cui furono apprezzate soprattutto «la felice vena melodica e la finezza dell'orchestrazione», ebbe sempre successo